# 大韓民国の民主党系政党
大韓民国の民主党系政党（朝鮮語:  대한민국의 민주당계 정당）とは、大韓民国で革新政党に分類されないが、主要保守政党を牽制してきた自由主義系政党を指す。
民主党系政党は第五共和国までは汎保守政党とみなされたが、参加型政府樹立以後はもっと自由主義的であり、若干の革新的性向も流入された。

## 主な政党

### 第1共和国
- 韓国民主党 （1945 ~ 1949）
- 民主国民党（1949 ~ 1955）
- 民主党（1955 ~ 1964）

### 5・16軍事クーデター~第四共和国
- 民政党（1963 ~ 1965）
- 民主党（1963 ~ 1965）
- 自由民主党（1963 ~ 1964）
- 国民の党（1963 ~ 1964）
- 民衆党（1965 ~ 1967）
- 新韓党 （1966 ~ 1967）
- 新民党（1967 ~ 1980）
- 国民党（1971 ~ 1972）
- 民主統一党（1971 ~ 1980）

### 光州事件以後
- 民主韓国党（1981 ~ 1988）
- 新韓民主党（1985 ~ 1988）
- 統一民主党（1987 ~ 1990）
- 平和民主党（1987 ~ 1991）
- 民主党（1990 ~ 1991）

### 文民政府樹立以後
- 民主党（1991 ~ 1995）
- 新政治国民会議（1995 ~ 2000）
- 民主党（1995 ~ 1997）
- 新千年民主党 → 民主党（2000 ~ 2008）
- 改革国民政党（2002 ~ 2004）

### 参加型政府政権樹立以後
- ウリ党（2003 ~ 2007）
- 中道改革統合新党（2007）
- 中道統合民主党（2007 ~ 2008）
- 大統合民主新党（2008 ~ 2009）
- 創造韓国党（2007 ~ 2012）
- 統合民主党 → 民主党（2008 ~ 2011）

### 李明博政権樹立以後
- 国民参与党（2010 ~ 2011）
- 民主統合党 → 民主党（2011 ~ 2014）

### 朴槿恵政権樹立以後
- 新政治民主連合→共に民主党（2014 ~ ）
- 民主党（2014 ~ 2016）
- 国民の党（2016 ~ 2018）

### 文在寅政権樹立以後
- 共に民主党 - 文政権与党
- 国民の党（2016 ~ 2018）
- 正しい未来党（2018 ~ 2020）
- 民主平和党（2018 ~ 2020）
- 代案新党（2020）
- 民生党（2020 ~ ）
- 国民の党（2020 ~ ）